# Раскера

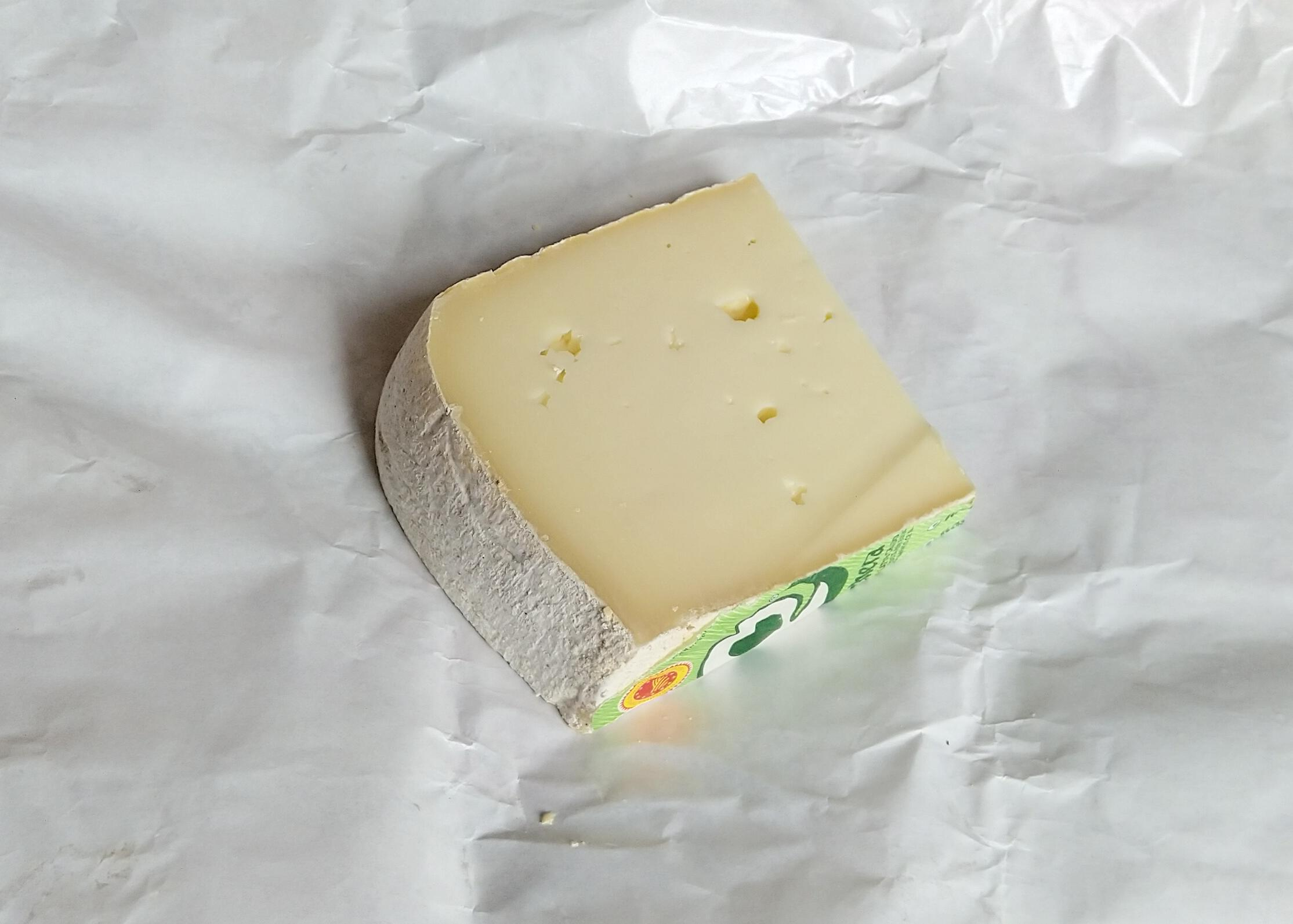
Raschera DOP

Раскера (італ. Raschera DOP) — італійський напівтвердий сир, виробляється з коров'ячого молока з додаванням невеликих кількостей козячого та овечого. Назва «раскера» походить від назви пасовища та озера, розташованого біля підніжжя гори італ. Mongioie в муніципалітеті Мальяно-Альпі в Альпах в провінції Кунео.

## Історія
Перша згадка про сир Раскера датується 1477 роком. В 1982 році сир отримав категорію продукту контрольованого за походженням (DOC). у 1984 році був створений «Консорціум із захисту сиру з позначенням походження Раскера». В 1996 році сир отримав категорію DOP. У серпні у місті Фрабоза-Сопрана проходить фестиваль раскери та брусса. У вересні в Ормеа проходить фестиваль сиру раскера та альпійського сиру.

## Зона виробництва
Сир виробляється у двох варіантах:
- італ. Raschera DOP (має зелену етикетку) — виробляється по всій провінції Кунео.
- італ. Raschera d'alpeggio DOP (має жовту етикетку) — виробляється у муніципалітетах Фрабоза-Сопрана, Фрабоза-Соттана, Робурент, Роккафорте-Мондові, Пампарато, Ормеа, Гарессіо, Мальяно-Альпі[1]. Виробляється на висоті понад 900 м[2].

## Технологія виробництва
Коров'яче молоко від двох послідовних доїнь (використовується в сирому вигляді або піддається санітарній обробці), іноді з невеликими кількостями козячого або овечого молока, доводиться до температури 29—30 °C. Потім додається рідкий сичужний фермент для утворення сиру. Приблизно через годину сир розбивають, отримуючи гранули розміром між зерном кукурудзи та фундука. Сир, відокремлений від сироватки, збирається в полотно з конопель і зціджується. На цьому етапі виробничий процес диференціюється відповідно до форми, яку потрібно надати. Для круглої раскери сир, все ще загорнутий у коноплі, розміщується у циліндричних дерев'яних формах з перфорованими краями, на яких розміщені обтяжувачі для полегшення виходу сироватки. Сир залишається під цією вагою протягом доби. Потім приступають до засолювання, перевертаючи форму з усіх боків. Для квадратного раскера сир видаляється з циліндричної форми, щоб розташувати його у формі паралелепіпеда, виготовленої з дерев'яних дощок. Її накривають іншою дерев'яною дошкою, зверху кладуть гирі та залишають стекти приблизно на чотири дні, потім солять з усіх чотирьох сторін. Витримка триває місяць або більше.

## Характеристика сиру
Сир раскера має круглу або квадратну форму. Квадратна форма є кращою, оскільки вона вважається більш практичною для транспортування. Тепер 99 % сиру має квадратну форму. Кругла голова сиру має середню вагу від 5 до 8 кілограмів, тоді як квадратна важить від 7 до 10 кг. Шкірка тонка, червонувато-сірого кольору, часом з жовтуватими відблисками, еластична, гладенька. Сир напівтвердий, з ніжним молочним смаком, ароматний, в міру пряний і більш пікантний після витримки. Сирна маса досить стійка, еластична, з невеликою кількістю розсіяних та нерівних отворами. Колір білий або слонової кістки.

## Вживання
Сир зазвичай вживається як самостійна страва. Гарно поєднується з червоними винами з місцевих сортів винограду (дольчетто, барбера). 